# Enchin
Enchin (圓珍, 圓珎 sau 円珍?) (814–891) a fost un călugăr budist japonez, întemeietorul facțiunii Jimon a școlii budiste Tendai și preotul templului Mii-dera la poalele muntelui Hiei. El mai este cunoscut și sub numele postum de Chish Daishi (智証大師 sau 智證大師?).
Numirea sa în postul de stareț al școlii Tendai în 873 a provocat un conflict cu susținătorii lui Ennin (fostul stareț, decedat în 864).
Contribuția lui Enchin la dezvoltarea budismului în Japonia include unificarea învățăturilor școlii Tendai cu cele ale budismului ezoteric chinezesc, interpretarea Sutrei Lotusului⁠(en)[traduceți] din punctul de vedere al învățăturii ezoterice și explicarea scripturii Mahavairocana Tantra⁠(en)[traduceți] folosind în terminologia școlii Tendai.